# Ardisia symplocifolia
Ardisia symplocifolia är en viveväxtart som först beskrevs av Chieh Chen, och fick sitt nu gällande namn av Kai Larsen och C. M. Hu. Ardisia symplocifolia ingår i släktet Ardisia och familjen viveväxter. Inga underarter finns listade i Catalogue of Life.